# 日本笠藤壺
日本笠藤壺（学名：Tetraclita japonica japonica）为笠藤壺科笠藤壺屬下的一个种。

## 扩展阅读
- 維基物種上的相關：日本笠藤壺